# Roland D-50
De Roland D-50 is een digitale synthesizer, uitgebracht door Roland in 1987.
De belangrijkste functies zijn Linear Arithmetic Synthesis, ingebouwde effecten, een joystick voor klankmanipulatie, en analoge klanksynthese. De D-50 is ook geproduceerd in een 19 inch rackversie, de D-550, met ongeveer 450 zelf aan te passen parameters.
De mogelijkheden van de D-50 kan aangepast worden door het toevoegen van extra hardware, zoals bijvoorbeeld de M-EX, waarmee de D-50 van een bi-timbrale naar een multitimbrale synthesizer transformeert. Evenals een chip die de respons van de D-50 verbetert voor inkomende MIDI commando's, en een systeem voor het toevoegen van PCM-kaarten die afgespeeld kan worden op de D-50. Met de m-256E of m-256D uitbreidingskaarten kan het interne geheugen (RAM) worden verdubbeld. Ook is er de externe Roland PG-1000 Programmer die op de D-50 kan worden aangesloten voor uitgebreide bewerking van de klanken.

## Geschiedenis
De D-50 was de eerste betaalbare synthesizer die samples combineerde met digitale synthese. Dit proces noemde Roland Linear Arithmetic synthese. De ingenieurs bij Roland kwamen erachter dat het grootste obstakel voor het nabootsen van een realistisch instrument de attack (aanzet) was, daarom bevat de D-50 bijna 100 samples van deze attacks in het vaste geheugen. De synthesizer speelde een attack af en gebruikte daarna het synthesizer gedeelte om de sustain (aanhouden) van de klank te creëren. Deze gecombineerde methode was nodig in 1987 omdat RAM geheugen erg kostbaar was in die tijd. Roland voegde ook een aantal "texture"-samples toe die gemixt konden worden in het sustaingedeelte van een klank. Deze sustainsamples gaven de klank van de D-50 een rijkelijke kwaliteit, met name door het gebruik van de vele koor-, blaas- en strijkersamples.
Ondanks dat de D-50 een van de eerste niet-sampling machines was maar deze karakteristiek wel kon nabootsen, duurde het niet lang voordat andere synthesizers gelijke methodes gingen gebruiken om klanken te creëren. Roland bracht later een serie van lager geprijsde keyboards en modules uit voor muzikanten die de relatief dure D-50 niet konden aanschaffen. Dit waren de Roland D-10, D-20, D-5, MT-32.
Niet alleen was de manier van synthese nieuw; de D-50 was een vroege commerciële synthesizer met digitale effecten zoals chorus en galm en Roland ging verder op de weg die eerder was ingeslagen door bijvoorbeeld Korg in 1985 voor de DW-8000. Het toevoegen van effecten draagt bij aan de karakteristieke heldere, rijke, levendige en soms realistische klank te horen op ontelbaar veel platen eind jaren 1980. Elk van deze effecten had meer dan 10 variaties met aanpasbare parameters die normaliter alleen beschikbaar in gespecialiseerde effectenapparatuur was. Het was ook het begin van verandering van de typische keyboardspeler op het podium: in plaats van omringd te zijn door meerdere instrumenten, stonden er vaak 1 of 2 veelzijdige keyboards, zoals de kenmerkende Roland D-50, Yamaha DX7 of een Korg M1 uit die tijd.
De Roland D-50 werd in 1990 opgevolgd door de grotere "Super LA" D-70. Met de D-70 haalde Roland de digitale synthesevorm weg die vervangen werd door samples met volledige lengte die realistischer en natuurlijker klinken. Een akoestische pianoklank werd toegevoegd, die ontbrak in de D-50. De D-70 heeft ook een uitgebreide filter en effectensectie, en is 5-kanaals multitimbraal. Zelfs door het toevoegen van deze verbeteringen kon de D-70 het succes van het dominerende werkstation uit die tijd, de Korg M1, niet bijhouden en mislukte om Rolands nieuwe vlaggenschip te worden.
De D-50 is vanwege zijn geluidskwaliteit en unieke synthesemethode vandaag de dag nog erg geliefd. Sommige klanken werden in afgeleide vorm onder andere gebruikt in latere Roland synthesizers. Verder bracht Roland een VC-1 uitbreidingskaart uit voor de V-Synth en VariOS synthesizers. Het bevatte een gemodelleerde en bijgewerkte versie van de D-50 klankbron en het originele besturingssysteem, inclusief de ingebouwde patches en patches van alle Roland uitbreidingskaarten. Omdat nieuwe DAC-chips meer helder klinken is er een optie om de ruwere klank van de D-50 te simuleren.
Als onderdeel van Roland Cloud kwam begin 2017 een gesamplede versie van de D-50 beschikbaar als virtueel instrument (VST). Roland maakt geen vermelding van de handelsnaam D-50 maar noemt het 'Anthology 1987'. De software kan maandelijks worden gehuurd.

## Technologie
De D-50 produceert een hybride "analoog/digitaal" geluid. Men kan traditionele analoge golfvormen gebruiken, zoals de zaagtand en blokgolf, die digitaal in realtime worden opgewekt. Andere synthesizers gebruikten vaak volledige PCM-samples. Er zijn PCM-samples toegevoegd van echte akoestische attack-overgangen en befaamde analoge synthesizers uit het verleden. Deze doorbraak leidde tot het creëren van compleet nieuwe klanken die nooit eerder gedaan waren op puur analoge synthesizers of synthesizers met samples.
Elke Patch bestaat uit twee tonen, een Upper en een Lower, en elke toon bestaat op zijn beurt weer uit twee Partials. Een partial kan een puls- of zaagtandgolfvorm zijn en een TVF (Time Variant Filter) of een digitale PCM-golfvorm. Deze delen kunnen gerangschikt worden in een van zeven mogelijk structuren (algoritmen), met een combinatie van een PCM-golfvorm of synthesegolfvorm. De synthetische golfvormen kunnen vervolgens pulsbreedte gemoduleerd worden, en doorgevoerd naar een digitale viertraps laagdoorlaatfilter voor subtractieve synthese. Deze configuratie zorgde voor een achtstemmige polyfone bi-timbraliteit, die 32 stemmen in totaal kon opwekken.
In het geval van de D-50 met betrekking tot klanksynthese kan het gebruik van PCM-samples omzeild worden wanneer gebruik wordt gemaakt van "Synth Partials" als basis voor klankopwekking. Per partial is dan een virtueel resonerend filter beschikbaar zonder feedback (zelf-oscillatie). Deze digitale subtractieve synthesemethode van klankopwekking gaf een vergelijkbaar maar kouder en klinischer geluid, in vergelijking tot de analoge technologie gebruikt in voorgaande Roland synthesizers, zoals de Roland JX-10.. Het resonerende filter is niet beschikbaar voor PCM geluidsbronnen.
De D-50 is volledig MIDI-compatible, echter het kan alleen op kanaal 1 verzenden. Het klavier heeft aanslag- en aftertouch-gevoeligheid, en de toetsen zijn iets gewogen met metalen blokjes voor een hoger kwaliteitsgevoel. Er zijn 64 patches opgeslagen in het RAM geheugen van de D-50, deze zijn op ieder moment aanpasbaar en vanaf een geheugenkaart of via MIDI te overschrijven. Daarnaast zijn er zijn 64 patches direct te gebruiken vanaf een ROM- of RAM-kaart. Na het leeglopen van de batterij verliest de D50 zijn opgeslagen patches. Er zijn dus geen "ingebakken" patches. Om toch de standaard-patches te herstellen was een geheugenkaart meegeleverd, de PN-D50-00. Roland verkocht ook 4 andere kaarten: De PN-D50-01 t/m de PN-D50-04. Derden maakten ook allerlei ROM kaarten met patches. De kaarten van Roland hadden geen specifieke thema's: ze waren allen een gevarieerde mix aan geluiden.

## Moduleversie

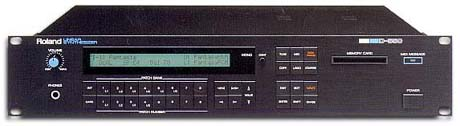
Roland D-550 geluidsmodule

De Roland D-550 is een module of 19 inch rackversie van de D-50. De specificaties zijn gelijk, maar er zijn minder knoppen op het voorpaneel, er ontbreekt de joystick voor klankmanipulatie, en er zijn geen schuifknoppen. In de D-550 wordt hetzelfde klankcircuit gebruikt (het moederbord is zelfs gemarkeerd als "D-50/D-550").

## Nalatenschap
De Roland D-50 werd geïntroduceerd in 1987 toen de populariteit van de Yamaha DX7 achteruit ging. Dit resulteerde erin dat de D-50 de meest populaire en bestverkochte synthesizer op de markt was tot de introductie van de Korg M1 een jaar later. De LA-synthesevorm was van grote invloed op de M1, die daarna het best verkochte digitale keyboard werd. Dit principe werd het komende decennium een gangbare methode voor klankontwerp, toen ROM en flashgeheugen uiteindelijk goedkoop genoeg werd om complete samples in op te slaan.
De presetklanken van de D-50, ontworpen door Eric Persing en Adrian Scott, werden zeer goed ontvangen door artiestengroepen, en vele klanken hiervan zijn te horen op talloze commerciële albums eind jaren 80. De presetklanken van de D-50 zijn vele generaties lang gekoesterd, klanken zoals "Digital Native Dance", "Fantasia", "Glass Voices" en "Living Calliope" zijn zo gewoon geworden, dat het bijna clichés zijn. Sommige andere presetklanken komen terug in alle machines die voldoen aan de General MIDI-standaard, zoals "Soundtrack" en "Atmosphere".

## Nieuwe uitvoering
Op 9 september 2017 bracht Roland de D-05 uit in de Boutique-reeks. Het is een imitatie van de oorspronkelijke D-50 en bevat onder andere digitale circuit-modellering, 16-stemmige polyfonie, en een ingebouwde sequencer met arpeggiator. Naast de standaard 64 klanken bevat de D-05 ook alle klanken van de uitbreidingskaarten in de PN-D50-reeks, in totaal 384 klanken.

## Onderscheidingen
De Roland D-50 heeft in 1988 een TEC Award ontvangen voor buitengewone technische prestaties in de muziektechnologie.

## Bekende gebruikers
Artiesten die de Roland D-50 hebben gebruikt zijn onder andere
- 808 State
- Alphaville
- Boston
- Depeche Mode (Vince Clarke)
- Enya
- Jimmy Jam & Terry Lewis
- Jean Michel Jarre
- Kitaro
- Michael Jackson
- Paula Abdul
- Pet Shop Boys
- Peter Gabriel
- Phil Collins
- Queen
- Rick Wakeman
- Thomas Dolby
- Vangelis